# 1805年大英博物館法令
《1805年大英博物館法令》（英語：British Museum Act 1805；45 Geo 3 c 127）是英國國會的一項法令。
整部法令由《1963年大英博物館法令》第13(5)條及附表4 （页面存档备份，存于）廢除。